# William Benton

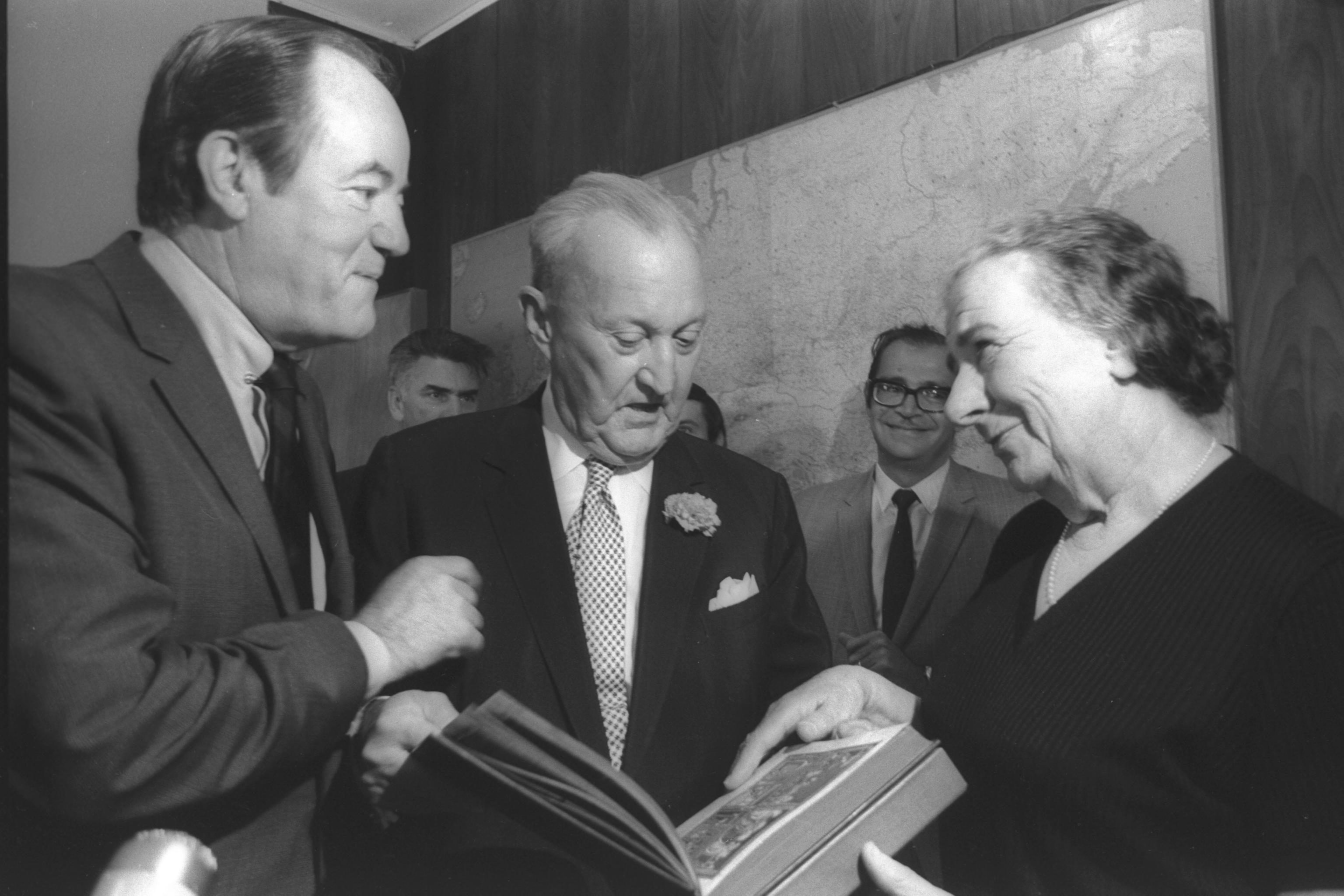
William Benton (C) con Hubert Humphrey y Golda Meir, Jerusalem 1970

William Burnett Benton (1 de abril de 1900 - 18 de marzo de 1973) fue un senador de los EE. UU. de Connecticut (1949-1953) y editor de la Enciclopedia Británica (1943-1973). 

## Primeros años
Benton nació en Minneapolis, Minnesota. Fue educado en la Academia Militar de Shattuck, Faribault, Minnesota, y en Carleton College en Northfield, Minnesota hasta 1918, momento en el que se matriculó en la Universidad de Yale, donde fue admitido en la fraternidad Zeta Psi.

## Publicidad y vida cívica
Se graduó en 1921 y comenzó a trabajar para agencias de publicidad en Nueva York y Chicago hasta 1929, tras lo cual fue cofundador de Benton & Bowles con Chester Bowles en Nueva York. Se trasladó a Norwalk, Connecticut, en 1932, y sirvió como vicepresidente a tiempo parcial de la Universidad de Chicago desde 1937 a 1945. En 1944, había entrado en negociaciones infructuosas con Walt Disney para hacer de seis a doce películas educativas cada año.

## Cargos públicos y vida electoral
Fue nombrado Secretario de Estado Adjunto para Asuntos Públicos y ocupó el cargo desde el 1 de agosto de 1945 hasta el 30 de septiembre de 1947, tiempo durante el cual estuvo activo en la Organización de las Naciones Unidas. Él fue nombrado para el Senado de los Estados Unidos el 17 de diciembre de 1949 por su antiguo compañero Chester Bowles (que había sido elegido gobernador en 1948), y posteriormente elegido en las elecciones generales del 7 de noviembre de 1950 como un demócrata para ocupar la vacante causada por la dimisión de Raymond E. Baldwin en diciembre de 1949 y su mandato termina el 3 de enero de 1953. 
En las elecciones de noviembre de 1950, derrotó al candidato del partido republicano Prescott Sheldon Bush, padre del presidente de EE. UU. George Herbert Walker Bush y abuelo de George W. Bush. En 1951 se presentó una resolución para expulsar a Joseph McCarthy del Senado. En la televisión, cuando se le preguntó si quería tomar alguna acción en contra de la reelección de Benton, McCarthy respondió: "Creo que no será necesario. Pequeño Willie Benton, enano mental de Connecticut... no será necesario para mí ni para nadie más hacer cualquier campaña en su contra. Él está haciendo su campaña en contra de sí mismo." Benton perdió en las elecciones generales en 1952 con William A. Purtell. El intento de regreso de Benton fracasó en 1958, cuando, peleando contra Bowles y Thomas Dodd no pudo ganar la nominación demócrata para el Senado de los EE. UU. Posteriormente fue nombrado embajador de Estados Unidos para la UNESCO en París y se desempeñó desde 1963 hasta 1968.

## La Enciclopedia Británica y más vida cívica
Durante gran parte de su vida, desde 1943 hasta su muerte en 1973, fue presidente de la junta y el editor de la Enciclopedia Británica, era un miembro y delegado en numerosas Naciones Unidas, las conferencias y comisiones internacionales, y administrador de varias escuelas y colegios .
Benton estableció la Fundación Benton.
Murió en Nueva York el 18 de marzo de 1973, de 72 años, y sobrevivió su viuda, Helen Hemingway Benton, quien murió en 1974.